# Joaquim José Inácio
Joaquim José Inácio, Visconde de Inhaúma (Lisboa, 1 de agosto de 1808 — Rio de Janeiro, 8 de março de 1869) foi um oficial naval, político e monarquista do Império do Brasil. Nascido no Reino de Portugal, sua família se mudou para o Brasil dois anos depois. Após a independência do país em 1822, Inhaúma alistou-se na Marinha. No início de sua carreira, durante a segunda metade da década de 1820, participou da subjugação das rebeliões separatistas: primeiro a Confederação do Equador, e então a Guerra da Cisplatina, que precipitou um conflito armado internacional por muito tempo com as Províncias Unidas do Rio da Prata.
Ao longo de todo o caos que se caracterizou nos anos, quando o imperador Dom Pedro II era menor de idade, Inhaúma permaneceu leal ao governo. Ele ajudou a acabar com um motim militar em 1831 e foi envolvido na supressão de algumas das outras rebeliões que eclodiram durante esse período conturbado. Esteve em ação durante a Sabinada, entre 1837 e 1838, seguida pela Guerra dos Farrapos, de 1840 até 1844. Em 1849, depois de passar dois anos na Grã-Bretanha recebeu o comando da frota que foi fundamental para conquistar a Revolta Praieira, a última rebelião no Brasil Império.
Durante a década de 1850, Inhaúma atuou em uma série de cargos burocráticos. Entrou na política em 1861, como membro do Partido Conservador. Tornou-se membro do gabinete e recebeu o cargo de ministro da Marinha. Inhaúma também se tornou a primeira pessoa a ocupar o cargo do Ministério da Agricultura, ainda que brevemente. O primeiro profissional do corpo de bombeiros no Brasil foi formado durante seu mandato como ministro da Agricultura. No final de 1866, Inhaúma foi nomeado comandante-em-chefe da frota envolvida na Guerra do Paraguai. Durante o combate, alcançou o posto de almirante, o mais alto da armada brasileira. Também foi agraciado com um título de nobreza, acabou investido de barão a visconde. Em 1868, foi eleito para a câmara baixa do Legislativo nacional, porém nunca assumiu o cargo.
Embora tenha desempenhado com sucesso suas operações na guerra contra o Paraguai, a liderança de Inhaúma foi impedida por sua hesitação e comportamento procrastinador. Enquanto no comando na zona de guerra, ficou mentalmente exausto e contraiu uma doença desconhecida. Gravemente doente, Inhaúma voltou à capital do país no início de 1869 e morreu logo em seguida. Embora as obras históricas não deem muita cobertura a Inhaúma, alguns historiadores consideram-no um dos maiores oficiais da Marinha do Brasil.

## Início da vida

### Nascimento e educação
Joaquim José Inácio nasceu em Lisboa, Reino de Portugal. Embora a data de nascimento em sua certidão fosse de 30 de julho de 1808, sua mãe alegou que a data de nascimento correta era dois dias mais tarde, em 1 de agosto. Ele próprio afirmou posteriormente que nascera em 1 de agosto, data confirmada por seu biógrafo e irmão mais novo. Independentemente, alguns biógrafos, incluindo Joaquim Manuel de Macedo e Carlos Guilherme Haring, têm persistido em citar que a data foi equivocadamente inserida na certidão de nascimento.
Filho de José Vitorino de Barros e Maria Isabel de Barros. Em 1808, a família real portuguesa mudou-se para o Brasil, na época a maior e mais rica colônia de Portugal. Dois anos depois, em 10 de julho de 1810, José de Barros chegou à capital brasileira, Rio de Janeiro. Como membro da tripulação da fragata D. Carlota, foi acusado de transportar o que restou da propriedade pessoal do Príncipe Regente Dom João, futuro rei D. João VI para o Brasil. José de Barros também trouxe sua família na viagem, incluindo Joaquim Inácio, que tinha então um ano e oito meses de idade. Ele tinha uma irmã mais velha chamada Maria e seis irmãos mais novos (que nasceram após a chegada no Brasil), entre eles, Bento José de Carvalho e Antônio José Vitorino de Barros.
Como era comum na época, Joaquim Inácio começou sua educação em casa e, posteriormente, foi inscrito no Seminário São José, e depois no Seminário São Joaquim, que se tornou, em 1837, o Colégio Pedro II. Seus professores incluíam Januário da Cunha Barbosa, que mais tarde tornou-se uma das principais figuras do movimento de independência do Brasil. Joaquim Inácio optou por seguir seu pai, um oficial naval que alcançou o posto de segundo-tenente, na escolha de uma carreira. Em 20 de novembro de 1822, aos 14 anos, foi admitido como aspirante a guarda-marinha na Academia da Marinha. Em 11 de dezembro de 1823 se formou na Academia, com especialização em matemática, com o posto de guarda-da-marinha. Como tinha estudado anteriormente em outras escolas, Joaquim Inácio revelou-se um aluno brilhante. Entre seus colegas da academia estavam Francisco Manuel Barroso da Silva (mais tarde Barão do Amazonas), com quem fez amizade.

### As rebeliões no norte e no sul
Quando o príncipe Dom Pedro (mais tarde, o imperador Dom Pedro I), filho e herdeiro de D. João VI, liderou o movimento pela independência do Brasil, Joaquim Inácio foi um dos vários moradores nascidos em Portugal que apoiaram a causa brasileira e se juntou à armada (como a Marinha do Brasil era chamado na época imperial). Em 16 de janeiro de 1824, ele começou o seu serviço a bordo do D. Pedro I, um navio de linha e a capitânia do Primeiro Almirante Thomas Cochrane, Marquês do Maranhão. Joaquim Inácio não lutou em todas as batalhas, já que as forças inimigas portuguesas se renderam nessa época. Seu batismo de fogo ocorreu poucos meses depois, com o advento da Confederação do Equador, uma rebelião secessionista em províncias do nordeste do Brasil. Fora-lhe dado o comando do cortador Independente e ajudou na supressão dos rebeldes em Rosário do Itapecuru, uma aldeia na província do Maranhão. A rebelião terminou no início de 1825, e em 25 de fevereiro, Joaquim Inácio foi promovido a segundo-tenente.
Em junho de 1825, Joaquim Inácio viajou para o extremo sul do Brasil para sufocar uma rebelião separatista na província da Cisplatina. Os rebeldes foram ajudados pelas Províncias Unidas do Rio da Prata (até hoje um dos nomes oficiais da Argentina), que levou à Guerra da Cisplatina. Joaquim Inácio serviu como primeiro oficial a bordo do patacho Pará, que estava estacionado na Colônia do Sacramento, a segunda cidade mais importante da Cisplatina. Ao final de fevereiro de 1826, Sacramento foi sitiada por forças inimigas. Joaquim Inácio foi enviado a terra e colocado no comando da bateria Santa Rita, composta de marinheiros e canhões dos navios brasileiros. Ele tomou parte ativa em repelir os ataques inimigos com sucesso em Sacramento em 7 de fevereiro, 26 de fevereiro e 14 de março.
Na noite de 10 de março 1826 e no meio do cerco de Sacramento, Joaquim Inácio embarcou em um pequeno barco, desarmado acompanhado por um único oficial do exército e passou despercebido através de uma linha de navios inimigos, dezenove sob a cobertura da escuridão. Ele alcançou a principal frota brasileira, na manhã do dia seguinte e pediu ajuda ao vice-almirante Rodrigo José Ferreira Lobo, o comandante-em-chefe das forças navais que operava na guerra. Joaquim Inácio voltou a Sacramento, dois dias depois sob fogo inimigo pesado, juntamente com três barcos que transportavam suprimentos e armas. Embora recebido como um herói na cidade sitiada, ele foi investido para uma promoção. Desconsideraram essa conquista devido sua falta de conexões com a riqueza e a família, um fardo que continuou a impedir a sua carreira para os próximos anos.

### Perda da Cisplatina

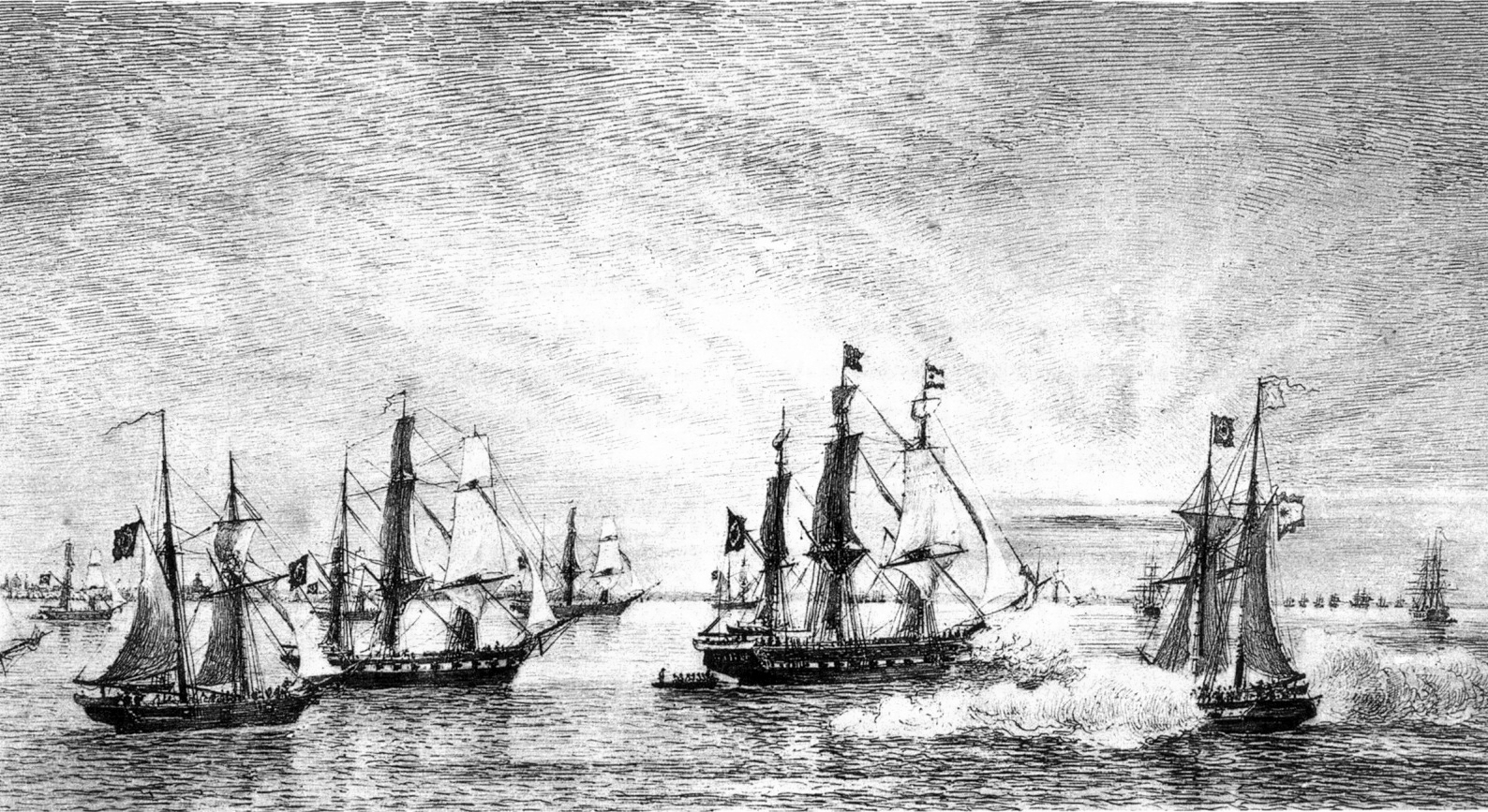
Navios brasileiros bloqueiam Buenos Aires em comemoração ao fim da Guerra da Cisplatina.

Em fevereiro de 1827, Joaquim Inácio foi transferido para a tripulação da corveta Duquesa de Goiás, no qual ele estava a tomar parte na invasão de Carmen de Patagones, uma aldeia no nordeste das Províncias Unidas do Rio de la Plata, que serviu como uma porta para corsários. O Duquesa de Goiás afundou durante a expedição, matando vários membros da tripulação. Joaquim Inácio insistiu em ser o último oficial a deixar o navio. Ele foi o próximo a comandar a escuna Constança. A invasão de Carmen foi um completo fracasso, e as forças terrestres brasileiras foram derrotadas e feitos prisioneiros. Em 7 de março, enquanto Joaquim aguardava a notícia da invasão, o Constança e outra escuna foram cercadas por embarcações inimigas. Depois de uma batalha desesperadora, ele estava preso após se recusar a se render.
Os prisioneiros brasileiros foram colocados juntos a bordo de uma brigue com destino a Buenos Aires, capital das Províncias Unidas. Eles sofreram graves dificuldades, morrendo de fome e quase nus. Sob a liderança de Joaquim Inácio, os brasileiros fizeram um levante, assumiram o controle do navio e fizeram prisioneiros de seus sequestradores. O navio escapou com sucesso das duas corvetas e uma escuna-brigue que os tinham perseguido, e navegaram para Montevidéu, capital da Cisplatina, onde chegaram em segurança em 29 de agosto de 1827. Apesar do ousado resgate de Joaquim Inácio dos prisioneiros brasileiros de guerra de ambas as forças terrestres da invasão e das duas escunas, ele foi repreendido pelo comandante-em-chefe Vice-Almirante Rodrigo Pinto Guedes, Barão do Rio da Prata (que havia substituído Rodrigo Lobo) pela perda do Constança.
Joaquim Inácio voltou ao Rio de Janeiro em outubro, sua comissão de serviço deveria ter durado três anos. Ele foi então enviado de volta para Cisplatina a bordo da fragata Niterói e em dezembro se tornou o primeiro oficial da barca Grenfell. Em 17 de fevereiro de 1828, ele lutou na batalha de Quilmes. Durante o envolvimento, a barca-brigue brasileira Vinte e Nove de agosto encalhou e estava prestes a ser abordada. Vendo isso, Joaquim Inácio posicionou o Grenfell perto do navio ameaçado e o protegeu até que ela pudesse ser liberado pela maré que estava subindo. Ambos os navios voltaram para a batalha, o que resultou em uma vitória brasileira. os esforços do Brasil na guerra acabaram por ser em vão, uma vez que, eventualmente, renunciaram a Cisplatina, que se tornou a nação independente de Uruguai. Em julho de 1829, Joaquim Inácio novamente retornou ao Rio de Janeiro, e em 17 de outubro, ele foi promovido a primeiro-tenente.

## Rebeliões

### Outras revoltas

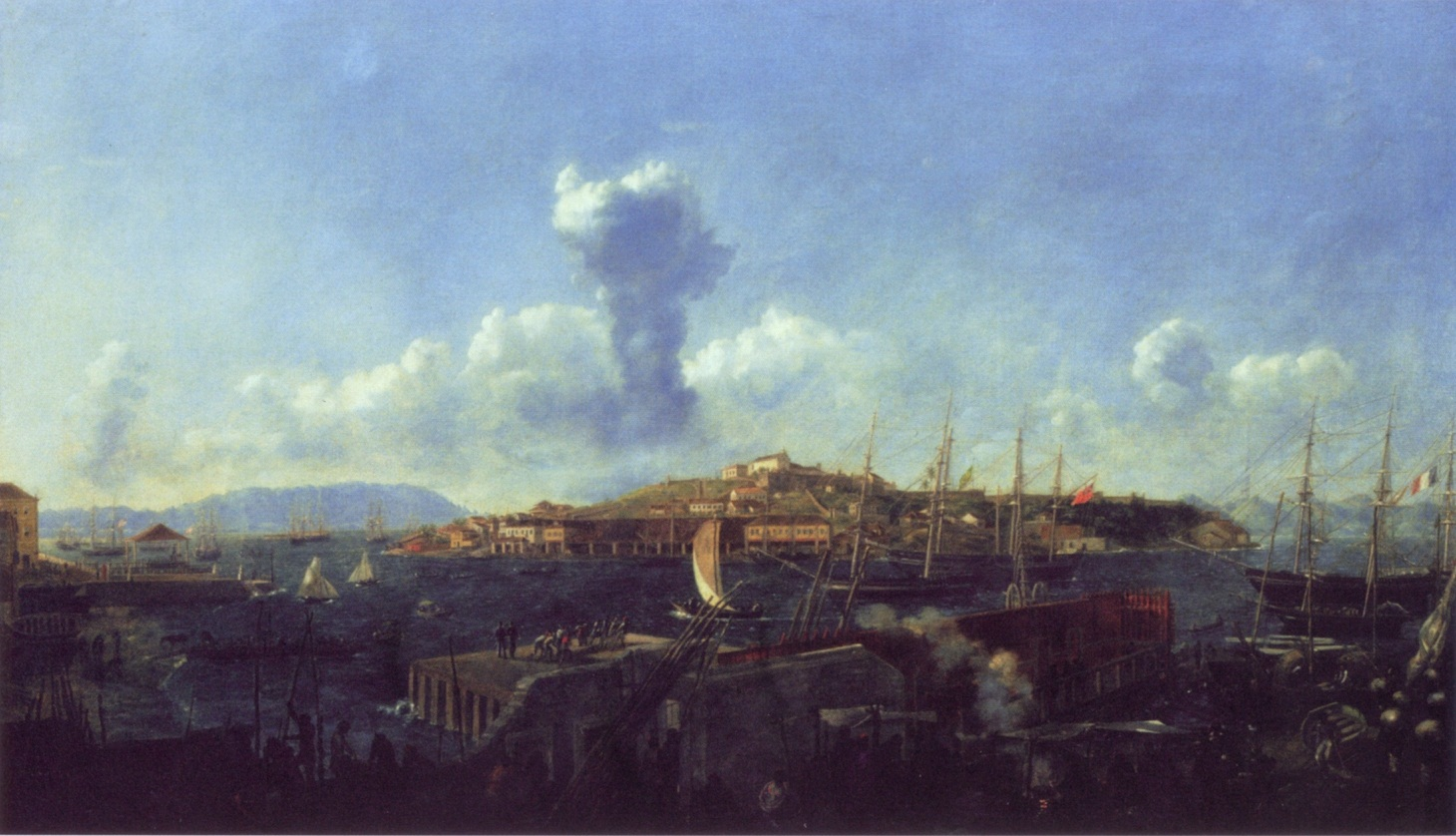
Vista da Ilha das Cobras da cidade do Rio de Janeiro.

Em 17 de março de 1831, Joaquim Inácio casou-se com Maria José de Mariz Sarmento. Seu pai era um oficial da Marinha portuguesa, cujo próprio pai e avô paterno também tinham sido militares. Joaquim Inácio e sua esposa tiveram vários filhos: Ana Elisa de Mariz e Barros, Joaquim José Inácio, Antônio Carlos de Mariz e Barros e Carlota Adelaide de Mariz e Barros. O casal também teve uma menina e um menino, chamados Constança e Manuel, respectivamente, ambos os quais morreram na infância.
Um mês e meio depois do casamento de Joaquim Inácio, o Imperador Pedro I abdicou e partiu para a Europa. Desde que o filho do ex-imperador e herdeiro Dom Pedro II era menor de idade, uma regência foi formada, e mais de uma década de instabilidade e tumulto se espalharam. Em 6 de outubro de 1831, artilheiros da marinha, mantidos sob suspeita de planejar um motim, escaparam do navio Presiganga, em que estavam confinados. Joaquim Inácio comandou a escuna Jaguaripe que, juntamente com outras embarcações, foi guardanda com o navio-prisão. Vendo que os artilheiros tinham partido para o Rio de Janeiro, Joaquim Inácio e alguns homens tomaram um barco para avisar a cidade. Eles se depararam com os tiros de mosquete dos artilheiros, que depois mudaram o curso para a vizinha Ilha das Cobras, perante a forte oposição do continente. Eles foram derrotados no dia seguinte, quando três colunas de homens dos Soldados-Oficiais do Batalhão de Voluntários e do Corpo da Guarda Municipal Permanente invadiram a ilha.
Em janeiro de 1833, ventos fortes forçaram o velho e mal construído Jaguaripe a encalhar fora da praia de Santa Marta, na província do sul de Santa Catarina, onde ele afundou. Joaquim Inácio voltou a ser o último a abandonar o navio. Toda a tripulação foi resgatada, embora ele mesmo quase não sobreviveu. Joaquim Inácio e seu irmão mais novo, Bento José (que também era um oficial da marinha) ficaram à tona após agarrar uma cesta de couro até chegar à costa. Mais tarde, Joaquim Inácio foi submetido a corte marcial e absolvido de qualquer delito. Em 5 de abril de 1833, foi-lhe dado o comando da barca-brigue Vinte e Nove de agosto (o mesmo navio que ele salvou em 1828) e partiu para a província do Maranhão. A última vez que ele esteve na província foi em 1825. Ele permaneceu estacionado na capital da província, São Luís, como chefe do porto até o seu retorno ao Rio de Janeiro em 30 de dezembro de 1836. Foi transferido para a barca a vapor Urânia em 1837 e, mais tarde, em 19 de julho do mesmo ano, para a brigue Constança, uma embarcação diferente da escuna que ele perdeu em 1827.
Joaquim Inácio partiu do Rio de Janeiro, em 11 de agosto de 1837 para Salvador, capital da província da Bahia. Ele havia sido acusado de entregar o prisioneiro Bento Gonçalves da Silva (líder da rebelião conhecida como a Guerra dos Farrapos, que tinha devastado o Rio Grande do Sul desde 1835) a uma fortaleza militar. Em 7 de setembro de 1837, foi promovido a capitão-tenente. Alguns meses depois, a rebelião da Sabinada eclodiu em Salvador. Os rebeldes foram libertados por Bento Gonçalves, que escapou de volta para o Rio Grande do Sul. Joaquim Inácio participou do bloqueio daquela cidade até o fim da rebelião em março de 1838. Sua falta de laços familiares e de influência política novamente frustraram a sua carreira em 1839, quando ele foi preterido de uma promoção bem merecida.

### Estabelecimento da ordem

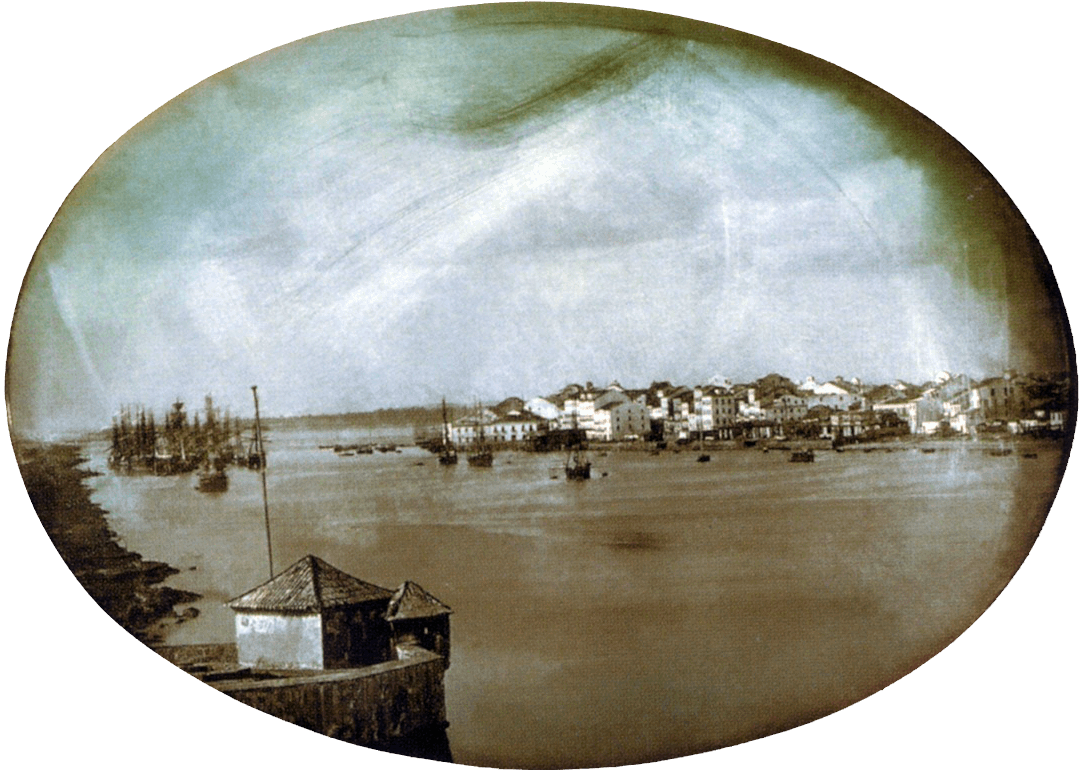
Recife, capital do Pernambuco, dois anos após o fim da revolta Praieira.

Em 23 de julho de 1840, Pedro II foi declarado maior de idade e Joaquim Inácio estava entre os oficiais da Marinha representando a armada na delegação que cumprimentou o jovem imperador. A ascensão de Pedro II para chefiar o governo central resultou em uma lenta, mas constante, restauração da ordem no país. Em 17 de dezembro, Joaquim Inácio foi nomeado inspetor do Arsenal de Marinha, no Rio Grande, a segunda cidade mais importante do Rio Grande do Sul. A província ainda estava preocupada com a revolta farroupilha. Ele levou os marinheiros da tripulação nas trincheiras que cercavam o Rio Grande e lutou contra os maltrapilhos quando eles atacaram a cidade em julho de 1841.
A ameaça Farroupilha foi interrompida quando o governo enviou o marechal de campo (atual divisão geral) Luís Alves de Lima e Silva (então Barão e mais tarde Duque de Caxias), em 1842. O barão de Caxias tinha sido o segundo no comando dos soldados-oficiais do Batalhão Voluntariado quando colocou o motim dos artilheiros da marinha em 1831. Ele e Joaquim Inácio estabeleceram uma estreita amizade ao longo da vida. Joaquim Inácio foi promovido a capitão de fragata em 15 de março de 1844. Logo depois, foi destituído do comando, a seu pedido, depois de se tornar cada vez mais em desacordo com o seu superior. Em 2 de abril de 1845, foi-lhe atribuído o comando da fragata Constituição e em outubro voltou ao Rio Grande do Sul, que por esse tempo tinha sido pacificado. Ele acompanhou o Imperador durante sua visita às províncias do sul do Brasil. Pedro II ficou favoravelmente impressionado com o caráter do capitão do navio. Com cabelos escuros e de estatura média, Joaquim Inácio era alegre e agradável. Ele também era trabalhador, inteligente e bem instruído. Além da língua de sua terra natal, o português, ele também sabia falar e escrever em latim, inglês e francês.
Em agosto de 1846, Joaquim Inácio navegou com o Constituição para Devonport (então conhecido como Plymouth Dock) no Reino Unido, onde o navio estava a passar por reparos. Ele prestou uma visita ao idoso Thomas Cochrane, Marquês do Maranhão, que o questionou sobre o estado das coisas no Brasil. Joaquim Inácio voltou ao Brasil em maio de 1847 e foi designado para tarefas burocráticas. Em abril de 1848, ele foi postado, mais uma vez à frente do Constituição, na província de Bahia. Mais tarde nesse ano, a revolta Praieira eclodiu na província vizinha de Pernambuco. No início de novembro, Joaquim Inácio assumiu o comando da frota protegendo Recife, capital de Pernambuco. Ele enviou muitos de seus marinheiros em terra para ajudar na defesa da cidade. Recife foi atacada por rebeldes em 2 de fevereiro de 1849. Os atacantes insurgentes foram derrotados, e logo depois a última rebelião da era imperial do Brasil chegou ao fim. Joaquim Inácio, que lutou nas ruas com seus homens, mais tarde comentou: "Não foi uma batalha, mas uma caçada diabólica a partir da qual eu escapei por um milagre". Ele foi premiado com uma promoção a capitão de mar e guerra em 14 de março.

## Posições politicas e burocráticas

### Comissões da Marinha

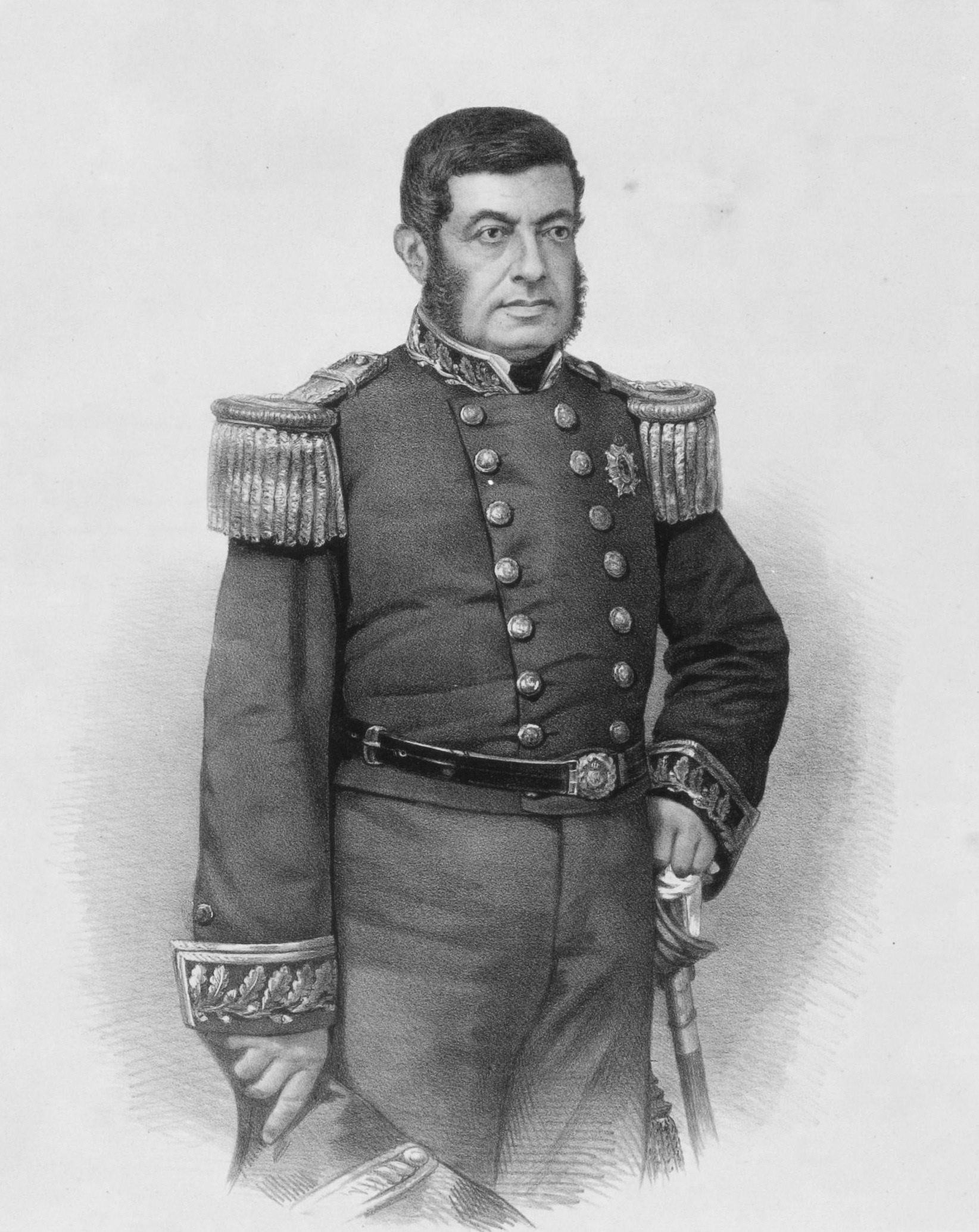
Joaquim Inácio em torno de 53 anos de idade, c.1861.

Em 26 de maio de 1850, Joaquim Inácio foi nomeado inspetor do estaleiro naval no Rio de Janeiro. Ele não desempenhou nenhum papel na Guerra do Prata que opôs o Império contra a Confederação Argentina (o Estado sucessor das Províncias Unidas do Rio da la Plata), que durou do final de 1851 até o início de 1852. Passou esse período na capital supervisionando a construção e reparação de vários veleiros e navios a vapor para a armada brasileira. Ele foi promovido a chefe de divisão (atual almirante) em 3 de março de 1852.
Ao longo da década de 1850, Joaquim Inácio foi atribuído a uma sucessão de posições principalmente burocráticas. Depois de ser removido do cargo de inspetor em 8 de novembro de 1854, 11 dias depois, ele foi nomeado capitão do porto do Rio de Janeiro (para a cidade e província). De 1854 até 1860, foi nomeado membro de vários conselhos da marinha que lidavam com assuntos que vão desde promoções e compras de equipamentos de despojos de guerra e padronização de uniformes navais. Em 2 de novembro de 1855, Joaquim Inácio foi nomeado ajudante (equivalente a ajudante geral) com o ministro da Marinha. Em 2 de dezembro de 1856, ele foi promovido a chefe da frota (atual vice-almirante) e se tornou um Fidalgo Cavaleiro da Casa Imperial, que ressuscitou uma posição acima da lista dos membros de ordens de cavalaria e abaixo dos nobres titulados (barões, condes, etc.) Joaquim Inácio também se tornou um membro e vice-presidente do conselho naval (um conselho consultivo) em 24 de julho de 1858.
Como também tinha sido o caso com seus antecessores, o posto de ajudante foi visto por Joaquim Inácio como um embaraço. Dentro da administração armada, é indicado o cargo mais importante, pois foi preenchido por um policial que atuou como representante direto do ministro da Marinha na armada. Mesmo assim, o título de "ajudante" fora-lhe visto como humilhante. Joaquim Inácio mais tarde queixou-se: "Em que parte do mundo ... que o ministro da Marinha tem um oficial-general como um ajudante? O que é um ajudante, além de um jovem oficial que transmite ordens, e até mesmo mensagens que ele recebe de seu chefe?" e concluiu: "Assim, o título de ajudante não pode onerar um oficial que supervisione a disciplina e as respostas para isso na armada". Sua solicitação para que a designação ao cargo alterado para um título mais apropriado foi ignorado. Ele também se sentiu menosprezado já que muitas de suas propostas para os quadros da Marinha sobre as melhorias não funcionaram, e em 21 de novembro de 1860, pediu para ser removido de todas as posições.

### Político conservador

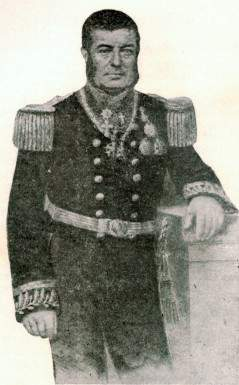
Joaquim Inácio cerca de 56 anos, c.1864. No início da década de 1860 tornou-se membro do Partido Conservador e assumiu a carteira do ministério naval.

Livre das demandas de suas antigas comissões, Joaquim Inácio passava o tempo traduzindo Diplomatie Et De La Mer (A Diplomacia do Mar), de Jean-Félicité-Théodore Ortolan, do francês para o português. Era uma pessoa culta, cujas propensões incluíam a poesia. Ele também estava interessado em atuar e era membro eleito do Conservatório Dramático (que patrocinou o teatro nacional) a partir de 8 de junho de 1856. Joaquim Inácio era muito religioso e muitas vezes mencionava Deus e os santos católicos em suas cartas. Durante a Guerra do Paraguai, no final da década de 1860, ao saber que estava sendo ridicularizado e criticado pelos paraguaios por sua devoção religiosa, Joaquim Inácio simplesmente respondeu: "Deixe-me em minhas crenças e deixá-los me chamar o que quiserem." Ele era um membro entusiasta da Santa Casa da Misericórdia, uma organização de caridade no Rio de Janeiro. Quando a capital do país foi devastada pela febre amarela, em 1854, foi de porta em porta pedindo doações para ajudar os doentes.
Apesar de seu firme catolicismo, Joaquim Inácio tornou-se um maçom, juntando-se a Loja Maçônica Integridade em 1828. Ele finalmente subiu para os mais altos escalões da loja, tornando-se Vice-Grão-Mestre em 1863. Também foi-lhe concedido participações em outras lojas no Brasil, tornou-se membro honorário da Maçonaria portuguesa e foi um representante do Grande Oriente de França no Brasil. A maçonaria abriu novos espaços para Joaquim Inácio, fornecendo-lhe as ligações e influência que anteriormente não tinha e que foram essenciais para fazer avançar a sua carreira política. Em 2 de março de 1861, seu amigo Caxias, também maçom e católico convicto, tornou-se primeiro-ministro. Ele convidou Joaquim Inácio, que se tornou membro do Partido Conservador, para assumir a carteira do ministério naval. Era comum no Brasil para os oficiais militares de alta patente se envolverem na política.
Ele serviu como o primeiro chefe do recém-criado Ministério da Agricultura, Comércio e Obras Públicas, de 2 de março de 1861 até 21 de abril. Embora tenha sido criada por um decreto de 1856 (seguindo uma sugestão feita por Joaquim Inácio, em 1851), o primeiro profissional do corpo de bombeiros no Brasil foi efetivamente formado sob o seu mandato à frente do Ministério da Agricultura. O gabinete renunciou em 24 de maio de 1862, depois de perder sua maioria na Câmara dos Deputados (câmara baixa do Legislativo nacional). Joaquim Inácio voltou à sua posição no conselho naval em 2 de julho e deixou o cargo quando se tornou membro do Supremo Conselho Militar de Justiça em 2 de outubro de 1864.

## Guerra do Paraguai

### Comandante-em-chefe

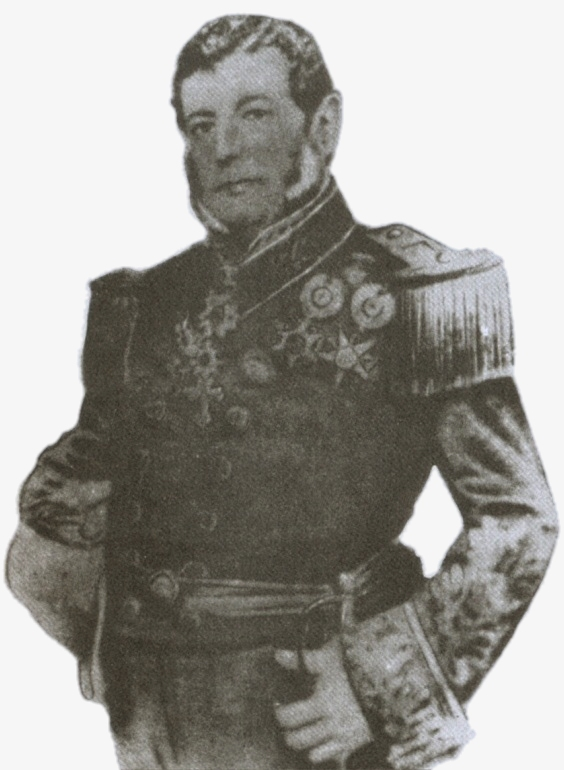
O Barão de Inhaúma com aproximadamente 59 anos, c.1867.

Em dezembro de 1864, o ditador do Paraguai, Francisco Solano López, ordenou a invasão da província brasileira de Mato Grosso (atualmente, o estado de Mato Grosso do Sul), provocando a Guerra do Paraguai. Quatro meses depois, tropas paraguaias invadiram o território argentino, em preparação para um ataque ao Rio Grande do Sul. As invasões resultaram em uma aliança entre o Brasil, Argentina e Uruguai. Na sequência da demissão do governo de Caxias em 1862, gabinetes sucessores eram chefiados pela Liga Progressista, o rival do Partido Conservador. Como conservador, Joaquim Inácio encontrou-se em grande parte marginalizado. Ele comentou ironicamente que "tenho sido ultimamente ouvido, bem como outros generais, sobre os negócios daí; mas nem por isso [os progressistas] me levantam a excomunhão dando-me melhor ração de sopa; continuará a dieta. A voz pública, porém, não me supõe morto ainda". Em outubro de 1865, Joaquim Inácio foi enviado para o norte do Brasil, acusado de recrutar voluntários, mas logo renunciou essa comissão e optou por dedicar seu tempo à Santa Casa de Misericórdia.
Os aliados invadiram o Paraguai, em abril de 1866, mas seu avanço por terra foi bloqueado por fortificações em Humaitá e forças návias enfrentaram um obstáculo nas defesas entrincheiradas ao longo do rio Paraguai. O gabinete progressista decidiu criar um comando unificado sobre as terras brasileiras e as forças navais que operavam no Paraguai. Ele confiou no comando de Caxias, que por sua vez solicitou a chefia de Joaquim Inácio na frota brasileira no Paraguai. Em 22 de dezembro, Joaquim Inácio substituiu seu amigo vice-almirante Joaquim Marques Lisboa (então Barão e depois Marquês de Tamandaré) como comandante da frota. Para salvar as aparências, a nova posição foi nominalmente temporária, desde que Tamandaré havia praticamente sido forçado a renunciar. Em 5 de fevereiro de 1867, Joaquim Inácio foi promovido a vice-almirante, e 16 dias depois ele se tornou o comandante-em-chefe permanente.

### Operações no Rio Paraguai

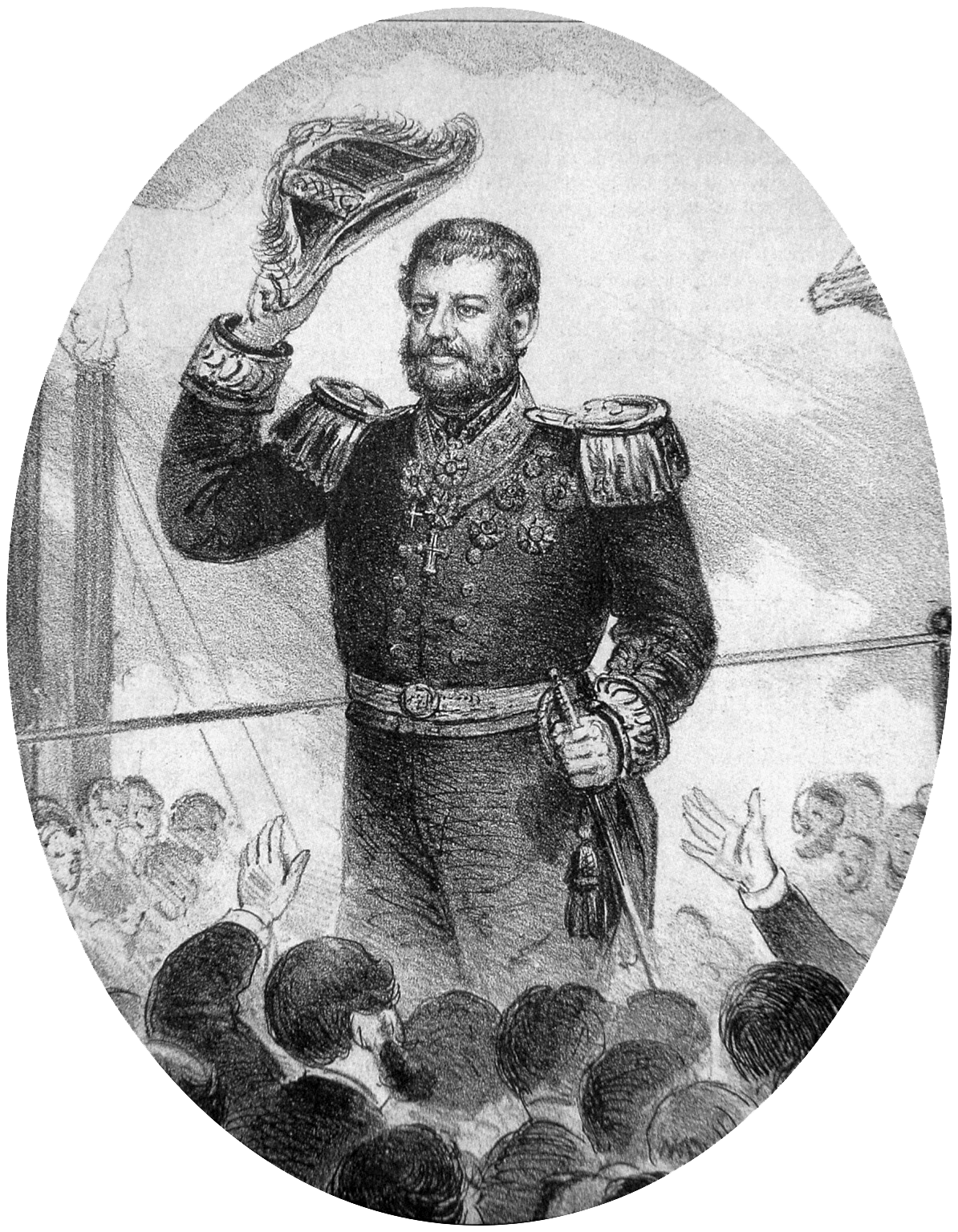
O Visconde de Inhaúma em torno de 60 anos de idade, c.1868.

Depois que Inhaúma tinha perfurado através das defesas em Curupaiti, ele encontrou três grandes cadeias que se estendiam através do rio em Humaitá que o impedia de avançar rio acima, além da fortaleza. Ancorou seus navios em uma enseada que se tornou conhecida como Porto Elisiário. Durante seis meses, os navios de guerra brasileiros permaneceram estacionados entre Curupaiti e Humaitá, bombardeando os redutos sem causar qualquer dano sério. O cerco de Humaitá não pôde ser concluído até que os Aliados ganhassem o controle total do rio. O comandante-em-chefe aliado, presidente argentino Bartolomé Mitre, tinha pressionado Inhaúma durante meses para executar esse objetivo. O brasileiro tinha, no entanto, desenvolvido uma segunda opinião sobre a companhia e procrastinou. Acreditava — injustamente — que Mitre gostaria de receber a destruição de navios de guerra do Brasil, enfraquecendo severamente o Império militar e geopoliticamente o rio.
Havia outros fatores que levaram Inhaúma a ter segundas intenções. O nível do rio havia caído e como o cerco em terra não tinha sido concluído, mesmo "se os navios brasileiros conseguirem passar as baterias que poderiam muito bem ficar encalhadas, com pouco ou nenhum combustível e, possivelmente, não apoiando as tropas aliadas nas margens". Inhaúma também argumentou que os encouraçados eram grandes demais e teve a capacidade de manobra limitada no canal do estreito em Humaitá, sendo mais adequado para operações de alto mar do que em um rio. Ele preferiu esperar pelos pequenos monitores calados que estavam em construção no Rio de Janeiro.

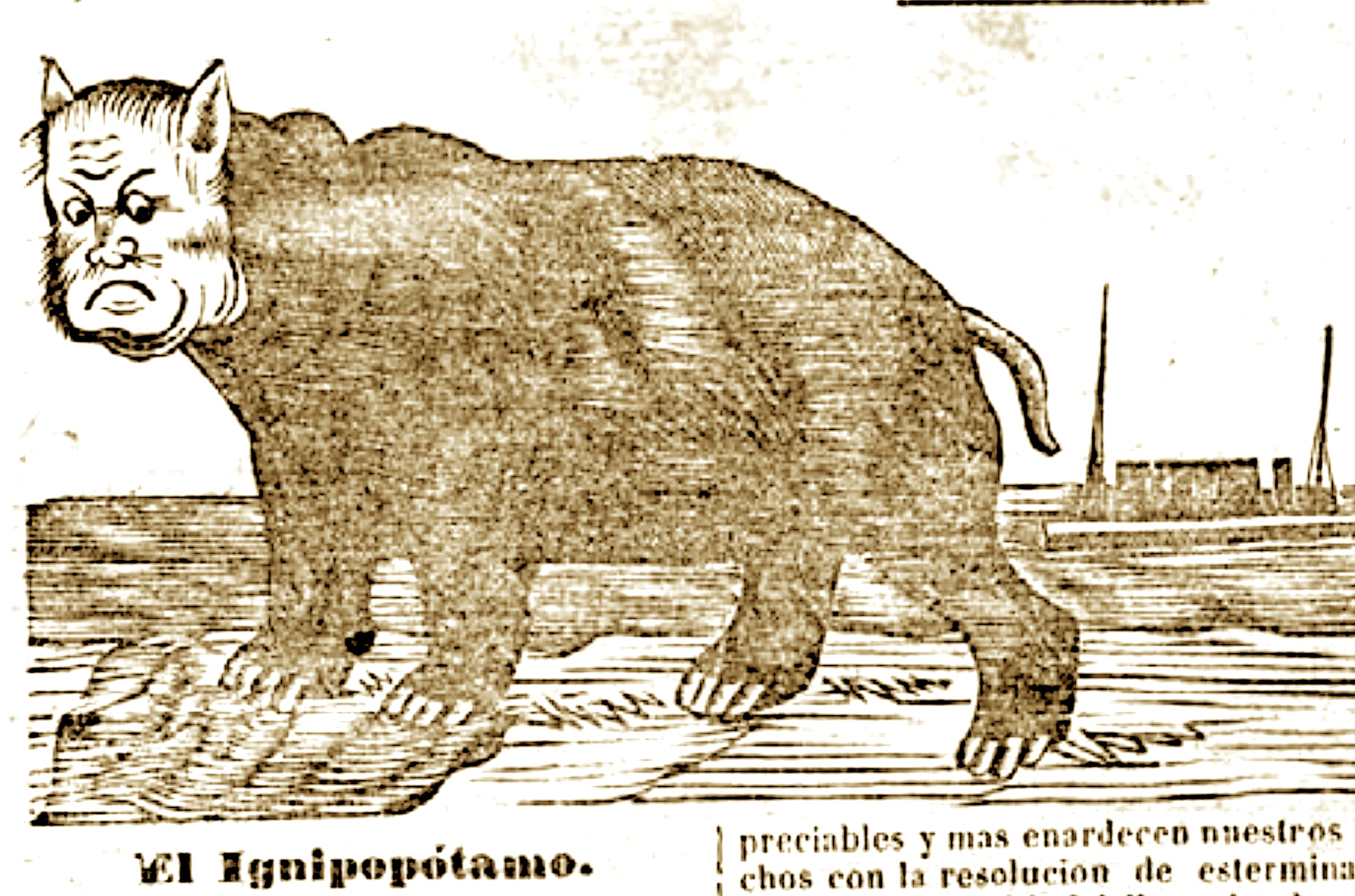
O hipopótamo ignorante: Caricatura do almirante Joaquim José Inácio no jornal paraguaio El Cabichuí, 24/02/1868.

Após um ano no Paraguai, Inhaúma ainda sofreu com uma prolongada doença (suspeita-se de malária, embora isso nunca tenha sido confirmado) e caiu em depressão, tornando-se, segundo o historiador Francisco Doratioto "nada mais que o fantasma de um almirante". Em janeiro de 1868, quando Humaitá perdeu completamente os reforços terrestres, os monitores de pequeno calado chegaram. Tanto Inhaúma quanto seus oficiais hesitaram em colocar os novos navios em ação. Foi o genro de Inhaúma, o capitão de mar e guerra Delfim Carlos de Carvalho (futuro Barão da Passagem) quem se ofereceu para liderar uma esquadra. Em 19 de fevereiro, os couraçados brasileiros avançaram com sucesso pelo rio Paraguai sob fogo pesado, assumindo o controle total do rio e isolando Humaitá do reabastecimento por água.
Em 2 de março de 1868, partindo em canoas paraguaias camufladas pela vegetação e bosques, eles embarcaram nos couraçados brasileiros ancorados no Tayí. As embarcações ameaçadas enviaram um barco para avisar Inhaúma, que estava a bordo do navio-almirante Brasil rio abaixo no Porto Elisiário. Quando chegou, os brasileiros se trancaram dentro de seus navios e os paraguaios tomaram o controle das plataformas. Inhaúma ordenou que o Brasil e outros dois navios abrissem fogo, dizimando os paraguaios e salvando os couraçados. Um dia depois, foi dado a ele o título de barão a visconde por Pedro II. Em 25 de julho, os aliados ocuparam Humaitá depois que os paraguaios o abandonaram e recuaram rio acima.

### Doença e morte

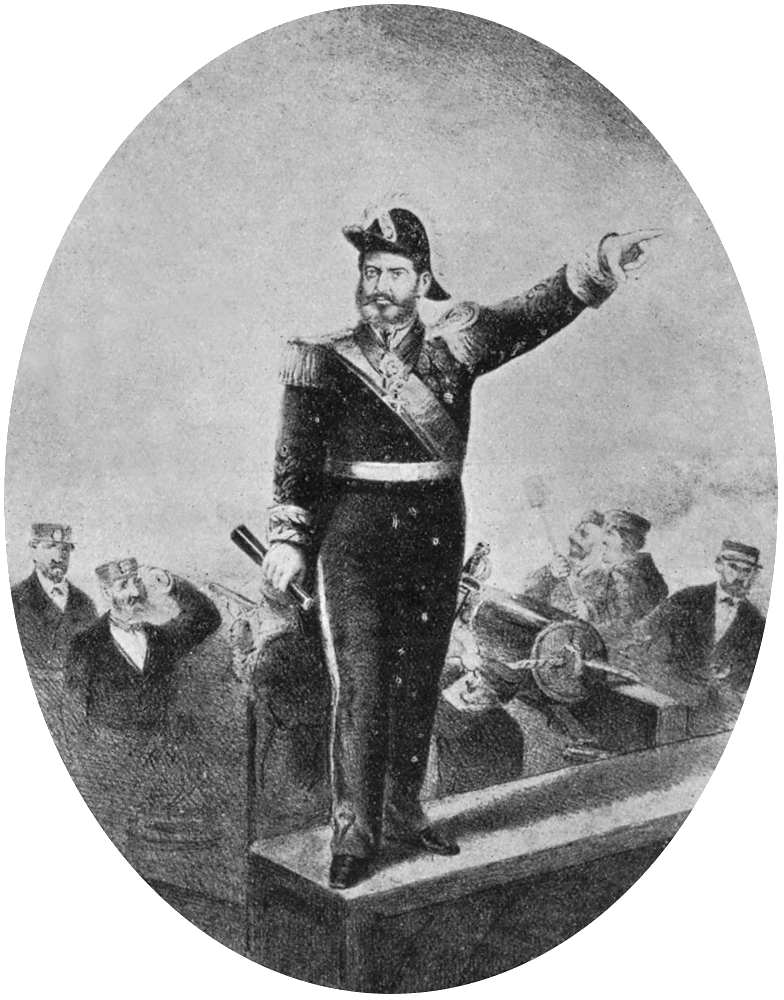
Inhaúma aos 60 anos, 1869. Ele não sobreviveu por muito tempo após sua promoção a almirante, o mais alto posto na armada brasileira.

Desconhecido por Joaquim e apenas alguns dias antes da queda de Humaitá, o gabinete progressista no Rio de Janeiro se demitiu na sequência de uma crise política. O imperador chamou os conservadores, sob a liderança de Joaquim Rodrigues Torres, Visconde de Itaboraí, de volta ao poder em 16 de julho de 1868. Durante a administração progressista, tinha desenvolvido uma amizade de confiança com o poder, o jovem Ministro da Marinha, Afonso Celso de Assis Figueiredo, mais tarde Visconde de Ouro Preto. O retorno dos conservadores resultou em sua eleição para a Câmara dos Deputados como representante da província do Amazonas, embora ele nunca fosse assumir um cargo. No novo clima político, Joaquim também foi considerado um candidato para uma cadeira senatorial representando a província do Rio de Janeiro.
Enquanto isso, Caxias tinha organizado um ataque contra as novas defesas paraguaias que López havia enviado ao longo do Piquissiri, ao sul de Assunção, a capital do Paraguai. Este fluxo proporcionou uma forte posição defensiva que estava ancorada no Rio Paraguai e pela selva pantanosa da região do Chaco. Caxias fez um corte de caminho através da supostamente impenetrável Chaco, localizado do outro lado do rio Paraguai, onde o exército aliado estava acampado. Os navios brasileiros levaram as tropas aliadas ao outro lado do rio, para onde se mudaram ao longo da estrada que havia sido concluída em dezembro. As forças Aliadas flanquearam as linhas paraguaias e atacaram por trás. As forças aliadas combinadas aniquilaram o exército paraguaio e em 1º de janeiro de 1869, Assunção foi ocupada.
Inhaúma chegou à capital nacional paraguaia em 3 de janeiro de 1869, cada vez mais doente e deprimido. Ele lamentou em seu diário particular que o conflito "não pode ser chamado de uma guerra, mas a morte de pessoas, o extermínio da nação paraguaia". Inhaúma transferiu temporariamente o seu comando para o seu genro, o Barão de Passagem, em 16 de janeiro. Em 28 de janeiro, Joaquim foi oficialmente dispensado do posto e foi promovido a almirante, o mais alto posto na armada. Tendo recebido permissões do gabinete conservador para se afastar, ele partiu para o Rio de Janeiro em 8 de fevereiro, chegando dez dias depois. Apesar das boas-vindas "com as maiores demonstrações de entusiasmo", Inhaúma estava tão fraco que teve de recebe-las a partir das docas em sua carruagem. Alfredo d'Escragnolle Taunay, o Visconde de Taunay, em suas memórias, disse que Pedro II, ao saber da chegada de Inhaúma, se recusou a fazer uma visita a ele. Tornou-se comum que os oficiais reivindicassem a doença para que eles pudessem retirar-se da guerra. O imperador logo percebeu que Inhaúma estava de fato muito doente e pediu atualizações diárias sobre sua condição.
A saúde de Inhaúma se deteriorou, ele morreu em 8 de março em torno de 4h30 da manhã. Segundo o historiador Eugênio Vilhena de Morais, a malária foi a causa de sua morte. Seu caixão foi colocado em uma carruagem reservada para os funerais de membros da família imperial. Ele foi escoltado por três esquadrões de cavalaria e seguido por três centenas de carros, enquanto os espectadores lotaram ambos os lados das ruas ao longo da rota da procissão. Tamandaré e o futuro Visconde de Ouro Preto estavam entre os carregadores do caixão. Ele foi enterrado no cemitério São Francisco Xavier (popularmente conhecido como Cemitério do Caju), no Rio de Janeiro.

## Legado

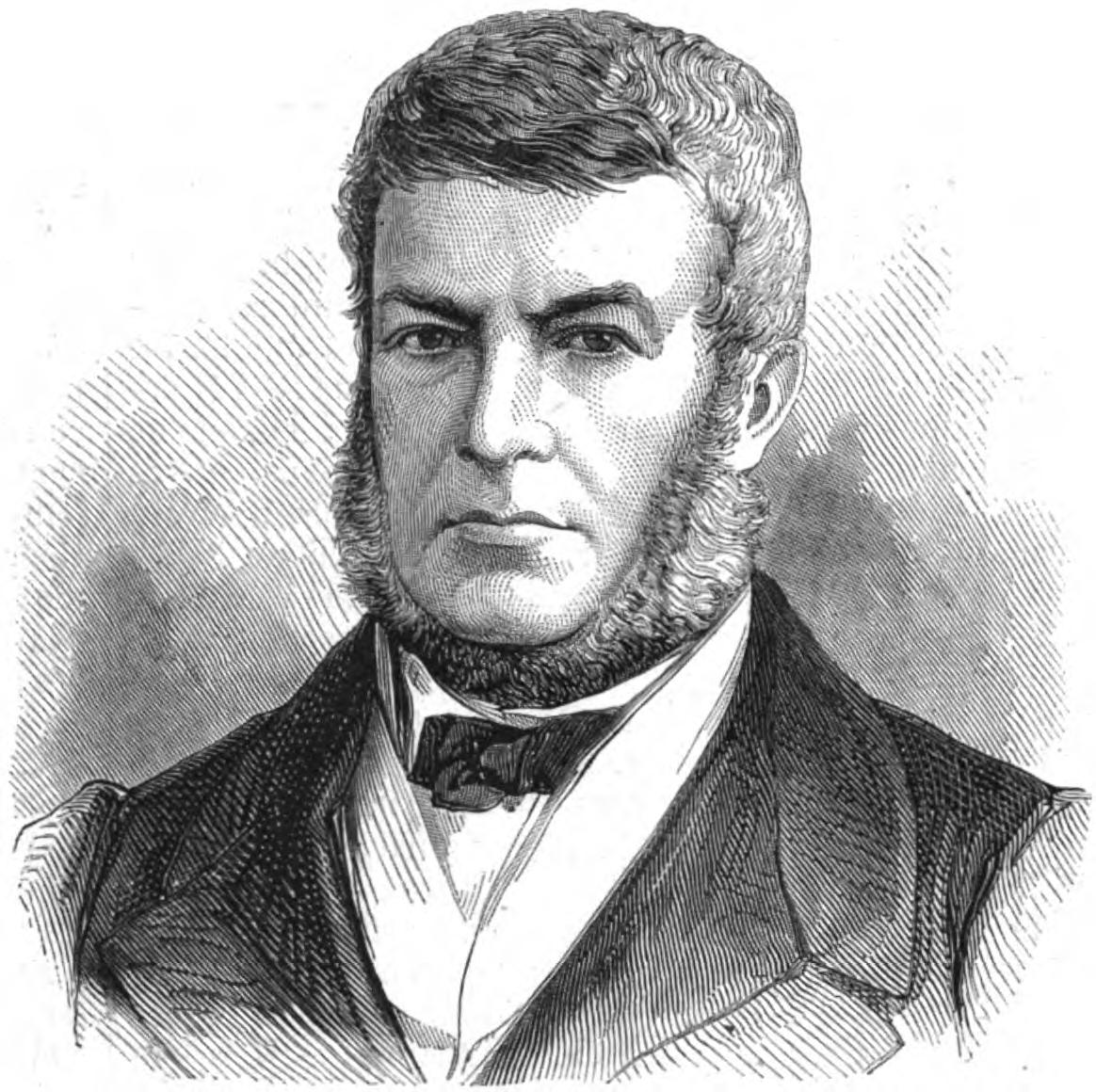
Visconde de Inhaúma (Gravura de Chenu publicada em L'Illustration, Journal Universel, Paris, 1868.).

Logo após sua morte, o Visconde de Inhaúma foi saudado como "uma das maiores figuras da armada brasileira" pelo Senado brasileiro. Ele era extremamente popular na armada e foi carinhosamente chamado de "tio Joaquim" por seus subordinados. A gíria da Marinha brasileira, "andar na Inácia", que significava se comportar corretamente, foi derivado de seu nome. Desde 1870, nenhuma biografia abrangente de Inhaúma foi publicada, embora, de acordo com Francisco Eduardo Alves de Almeira, "foi, e sempre será, importante para a Marinha do Brasil, por seu exemplo como chefe modesto e dedicado." A corveta classe Inhaúma, construída na década de 1980 e 1990, foi nomeada em sua homenagem. Apesar da pouca atenção dada a ele na literatura histórica, há alguns historiadores que partilham uma visão altamente positiva de Inhaúma. Américo Jacobina Lacombe disse que ele foi "um dos maiores nomes da história militar brasileira". Max Justo Guedes o considerou entre os maiores oficiais da marinha imperial, e Adolfo Lumans considerou-o um dos maiores oficiais da Marinha na história do Brasil.

## Títulos e honrarias

Armas da família Barros em Portugal. Não se sabe se o Visconde de Inhaúma tinha um brasão pessoal. Seu lema era Deus, Lei e Imperador.

### Títulos de nobreza
- Fidalgo Cavaleiro da Casa Imperial em 2 de dezembro de 1856.[54]
- Barão de Inhaúma (com grandeza) em 22 de dezembro de 1867.[6][100]
- Visconde de Inhaúma (Grandeza) em 3 de março de 1868.[6][100]

### Outros títulos
- Membro do Instituto Histórico e Geográfico Brasileiro.
- Membro do Conselho Supremo Militar e de Justiça.[6]
- Provedor interino da Santa Casa de Misericórdia a cidade do Rio de Janeiro.[101][102]

### Honras
- Grã-Cruz da Imperial Ordem da Rosa.[6]
- Grã-Cruz da Ordem de São Bento de Aviz.[6]
- Comendador da Ordem de Nosso Senhor Jesus de Cristo.[6]
- Grã-Cruz da Ordem de Nossa Senhora da Conceição de Vila Viçosa.[6]
- Grande Oficial da Legião de Honra da França.